# 二木あつ子
二木 あつ子（ふたき あつこ、3月14日 -）は、日本のフリーアナウンサー、ダンサー、歌手、インストラクター。

## 来歴
東京都世田谷区出身。石川県金沢市育ち、石川県野々市市在住。金沢女子短期大学卒。
FBCラジオの昼ワイド番組「午後はとことん よろず屋ラジオ」の水曜日を担当。恒見コウヘイとピンキッシュパーティーとしても活動。
娘は水中表現家の二木あい。声優の玄田哲章は親族関係にある（二木あつ子の母の妹の息子の嫁の兄）。

## 過去の担当番組
- たむたむたいむ[2]
- 二木あつ子のどんなモーニング[2]
- るんるんサタデー 土曜のワイド[2]
- 「土曜まるかじり」しゃべくりマンモスまかせてドン
- 九頭竜フェスティバル・永平寺大燈籠流し満喫ガイドスペシャル（2009年8月23日 13:00 - 16:00）
- 午後はとことんワイド〜二木あつ子のきまぐれ気ままな金曜日〜（FBCラジオ）
- FBCラジオ土曜スペシャルオールリクエスト（不定期）

## NTV有吉反省会に出演
ふとしたきっかけで日本テレビで放送中の「有吉反省会」に出演することに。突っ込みどころ満載なキャラもあって司会の有吉氏の目に留まり、ひな壇とはいえ準レギュラーの如く複数回出演した。
- 2014年8月31日放送　見た目が派手すぎることを反省[5][6]
- 2014年9月7日放送　ひな壇出演
- 2014年10月4日放送　「有吉反省会 2時間スペシャル」ひな壇出演[7]
- 2014年11月23日放送　ひな壇出演
- 2014年11月30日放送　ひな壇出演
- 2014年12月7日放送　ひな壇出演
- 2015年1月11日放送　禊「アニメソングの歌手・山形ユキオ氏と色黒ライブショー」